# Цере
Це́ре, или Ке́ре (лат. Caere) — латинское название Кайсры, одного из крупнейших городов этрусков. На пике своего развития (около 600 г. до н. э.) этот город-государство уступал по размерам лишь Тарквинии. Морская торговля осуществлялась через порт Пирги. 
Современный город на этом месте — Черветери — занимает территорию в 15 раз меньшую. Этрусские некрополи в Черветери со своими богатыми погребениями включены в список объектов Всемирного наследия ЮНЕСКО. Раскопками, которые велись начиная в 1830-х годов, обнаружены саркофаг супругов и другие эталонные образцы этрусской культуры.

## История
Город, известный грекам под названием Агилла (др.-греч. Άγυλλα), стоял на туфовом плато в семи километрах от Тирренского моря. В 13-ти километрах к северу от него, непосредственно на побережье, располагался порт Пирги, который Страбон называет корабельной стоянкой керетанцев. Древнейшие археологические находки относятся к IX в. до н. э. 
К VII в. до н. э. город стал важнейшим торговым центром этрусской цивилизации. Большинство захоронений обширных этрусских некрополей (Бандитачча и Монте-Абатоне, расположены к северу и к югу от города) датируется VII—III вв. до н. э.
Древними историками Кере впервые упомянут при описании битвы при Алалии 539 года до н. э., когда жители города вместе с карфагенянами разгромили греческий флот у берегов современной Корсики. Тесные контакты керетанцев с финикийцами подтверждаются также находками в Пирги.
Вместе с тем Кере поддерживал также контакты с Грецией и греческими колониями в Италии. Согласно Страбону, в отличие от других этрусских городов Кере не занимался пиратством, чем заслужил уважение греков. Кере имел собственную сокровищницу в Дельфах.
Кере традиционно выступал союзником Рима, расположенного в 35 км к юго-востоку. Керетанцы спасли римских священнослужителей, весталок и сакральные предметы от галлов, которые разграбили Рим в 390 или 387 г. до н. э. Именно в Цере, согласно Титу Ливию, отправился в изгнание последний римский царь Тарквиний Гордый со своими сыновьями.
Цере окончательно перешёл под управление римлян к концу IV в. до н. э. и ко времени правления Августа пришёл в упадок. При включении в состав Римского государства его жители получили так называемое «церитское право», то есть римское гражданство без права избирать и быть избранными.